# Guilherme Joaquim de Moniz Barreto
Guilherme Joaquim de Moniz Barreto (Goa, Índia Portuguesa, 1863 — Paris, 1896), mais conhecido por Moniz Barreto, foi um jornalista e crítico literário que se destacou por ser dos poucos ensaístas portugueses que tentou uma via científica na crítica literária e uma abordagem positivista ao estudo da literatura portuguesa. Apesar de ter falecido precocemente, com apenas 33 anos de idade, foi um dos críticos literários mais argutos e interessantes de finais do século XIX, observador atento do panorama cultural e da literatura portuguesa do seu tempo e dos decénios precedentes, introduzindo na lusofonia a crítica literária objectiva (científica), na linha de Emile Hennequin ( La Critique Scientifique, 1888; tr.Port. 1910) e do determinismo positivista de Hippolyte Taine.
Analista arguto, foi talvez, apesar dos seus curtos anos de vida, quem melhor compreendeu o alcance e os intentos dos homens da chamada Geração de 70, que bem caracterizou em alguns dos seus escritos.

## Biografia
Moniz Barreto nasceu no seio de uma família goesa de ascendência açoriana, tendo realizado os seus estudos liceais em Goa, cidade onde estudou a língua e cultura inglesas, sendo por isso um dos poucos intelectuais portugueses da época a escapar à influência francófona.
Com apenas 17 anos de idade, terminados os estudos liceais, mudou-se em 1880 de Goa para Lisboa, cidade onde frequentou o Curso Superior de Letras. Foi então aluno, entre outros, de Teófilo Braga, Jaime Moniz, Manuel António Ferreira Deusdado e Adolfo Coelho, personalidades que o marcaram e que depois evocou nos seus ensaios. O seu pensar foi fortemente influenciado pelo positivismo de Teófilo Braga, tendência filosófica que depois perpassa pela sua obra, associado à tendência para o materialismo não dialéctico corrente entre a intelectualidade portuguesa de finais do século XIX.
Colabora na Revista de Estudos Livres   (1883-1886) dirigida pelo último. 
Ainda estudante já fazia jornalismo e dava explicações, meios para complementar as suas magras posses. Entretanto, inseriu-se entre a intelectualidade literária de Lisboa, convivendo, entre outros, com Guerra Junqueiro, Gomes Leal e João de Deus.
Terminado o curso, iniciou uma intensa actividade como crítico literário e publicista colaborando em vários periódicos, entre os quais o Jornal de Comércio, a Província, O Repórter, a Democracia Portuguesa e a Revista de Portugal. Foi no primeiro número deste último periódico, dirigido por Eça de Queirós, que em 1889 Moniz Barreto publicou A Literatura Portuguesa Contemporânea, ensaio em que a abordagem do positivismo está já bem patente e que o lançou nos círculos intelectuais como um autor de valia.
Entretanto, empregara-se como bibliotecário na Câmara Municipal de Lisboa, sendo obrigado a conciliar o seu trabalho essencialmente burocrático com a actividade de publicista, o que não lhe permitia desenvolver a actividade científica regular que gostaria.
Nos primeiros anos da década de 1890, desiludido com o desfecho de um concurso para um lugar de docente de História no Colégio Militar, do qual se considerou injustamente excluído, partiu para o Brasil, onde tentou uma carreira de jornalista. Não tendo também ali sucesso, em 1894 fixou-se em Paris como colaborador permanente do Jornal do Comércio do Rio de Janeiro.
Apesar dos sucessivos insucessos, cedo foi reconhecido como um autor a considerar, o que levou Silva Gaio a dedicar-lhe parte da sua obra Os Novos (1894).
Em Paris, convive com os intelectuais portugueses que ali viviam, entre os quais Eça de Queirós e António Nobre, e frequentou como auditor diversas cadeiras da Universidade de Paris. Apesar disso, as desilusões anteriores, os problemas de saúde e a escassez de meios de subsistências levaram-no a um progressivo isolamento, com uma produção literária pontual e dispersa.
Em textos carregados de convicção, Moniz Barreto estudou autores portugueses e estrangeiros, entre os quais Hippolyte Taine e Ferdinand Brunetière, as suas maiores influências teóricas. Foi também leitor atento dos teóricos do romantismo alemão.
Faleceu em Paris no ano de 1896, praticamente só e com apenas 33 anos de idade. A sua obra dispersa foi coligida em antologias por Vitorino Nemésio (Ensaios de Crítica, 1944) e por José Adjuto Castelo-Branco Chaves (Estudos dispersos, 1963).

## Principais obras
Para além de obra dispersa por diversos periódicos, é autor de:
- Oliveira Martins, 1887 (ensaio) -- edição de 1892 (eBook);
- A Literatura Portuguesa no século XIX, 1940
- Ensaios Críticos, 1944 (ensaios, edição póstuma organizada por Vitorino Nemésio);
- Novos Ensaios, s/d (ensaios, edição póstuma organizada por José Tengarrinha);
- Estudos Dispersos, 1963 (ensaios, edição póstuma organizada por Castelo Branco Chaves).
- Moniz Barreto: sel.e pref. de Manuel de Seabra (Lisboa, Panorama, 1963).